# Hastings Yelverton
Sir Hastings Reginald Yelverton (rodné příjmení Henry) (8. března 1808, Kildare, Irsko – 24. července 1878, Bath, Anglie) byl britský admirál. U Royal Navy sloužil od dětství, zúčastnil se několika válečných konfliktů, vyznamenal se za krymské války. V roce 1875 dosáhl hodnosti admirála a poté krátce zastával funkci prvního námořního lorda (1876–1877).

## Životopis
Narodil se jako syn Johna Josepha Henryho (†1846), po matce Emily Elizabeth (1778–1836) byl vnukem 2. vévody z Leinsteru. Příjmení Yelverton přijal až po sňatku s Barbarou Yelverton, 20. baronkou Greyovou z Ruthinu (1810–1858), ovdovělou markýzou z Hastingsu. Do Royal Navy vstoupil jako dobrovolník v roce 1823, zúčastnil se bojů proti pirátům v severní Africe, poté sloužil u břehů Anglie. V roce 1830 byl povýšen na poručíka a poté operoval u břehů Lisabonu, kde během portugalské občanské války hájil britské obchodní zájmy. V roce 1834 byl převelen do Indie a v roce 1838 dosáhl hodnosti komandéra. V roce 1841 se vrátil do Středozemního moře a v roce 1843 byl povýšen na kapitána. Téhož roku se oženil s Barbarou, ovdovělou markýzou z Hastingsu a v roce 1849 přijal jméno Yelverton.
Za krymské války bojoval v Baltském moři a v roce 1855 obdržel Řád lázně. V roce 1863 byl povýšen na kontradmirála a poté byl zástupcem vrchního velitele ve Středomoří. V letech 1866–1867 byl vrchním velitelem v Lamanšském průlivu a následně byl přizván na admiralitu, kde se zabýval designem nově stavených válečných lodí. V roce 1869 byl povýšen na viceadmirála a téhož roku jako nositel rytířského kříže Řádu lázně získal šlechtický titul Sir. V létě 1870 znovu krátce velel v Lamanšském průlivu a poté byl v letech 1870–1874 vrchním velitelem ve Středozemním moři. V roce 1875 dosáhl hodnosti admirála a nakonec v letech 1876–1877 zastával funkci prvního námořního lorda. V této funkci nastolil v námořnictvu úsporný režim podle požadavků konzervativní vlády premiéra Disraeliho. Ze zdravotních důvodů rezignoval v listopadu 1877 a zemřel o necelý rok později.